# アデライード・ド・トゥール
アデライード・ド・トゥール（Adélaïde de Tours, ? - 866年以降）は、エティコーネン家のトゥール伯ユーグ（837年没）とアヴァ（839年没）との間の娘。アデライードは2回の結婚により、ヴェルフ家、コンラディン家およびロベール家（のちカペー家）をつなぐ重要な役割を果たした。

## 生涯
821年10月に姉エルマンガルドが皇帝ロタール1世と結婚したことで、アデライードの一族はカロリング朝宮廷で中心的な役割を果たすようになる。
アデライード自身は、最初にヴェルフ家のコンラート1世と結婚した。コンラート1世の姉妹ユーディトは皇帝ルートヴィヒ1世の二度目の妃、エンマは東フランク王ルートヴィヒ2世の妃であった。アデライードとコンラート1世との結婚の時期は不明である。アデライードはコンラート1世との間に少なくとも3男1女をもうけた。
- コンラート2世（? - 876年） - オセール伯
- ユーグ（? - 886年） - オセール伯、ネウストリア辺境伯、トゥール伯、アンジェ伯
- ルドルフ（? - 864年以前） - サン＝リキエ修道院長、ジェミエージュ修道院長
- ユーディト - コンラディン家のラーンガウ伯ウード2世と結婚、孫は後の東フランク王コンラート1世[1]。

また、以下もアデライードとコンラートとの間の息子とみられる。
- ヴェルフ1世（2世） - コンラート1世の弟ルドルフの息子とも考えられている。リンツガウ伯、アルプガウ伯。

コンラート1世の死（862年以降）の後、864年初めにアデライードはロベール家のヴォルムスガウ伯、トゥール伯およびパリ伯のロベール豪胆公と結婚した。その2年後、ロベール豪胆公はブリサルトの戦いにおいて戦死した。アデライードはロベールとの間に2男をもうけた。
- ウード（852年以降 - 898年） - 西フランク王（888年 - 898年）[2]
- ロベール1世（865年頃 - 923年） - 西フランク王（922年 - 923年）

ロベール豪胆公の死、および息子ロベールの誕生以降のアデライードの記録は残されていない。